# Adam Obert
Adam Obert (Bratislava, 23 de agosto de 2002) es un futbolista eslovaco que juega en la demarcación de defensa para el Cagliari Calcio de la Serie A.

## Selección nacional
Después de jugar en las categorías inferiores de la selección, finalmente hizo su debut con la selección de fútbol de Eslovaquia el 20 de noviembre de 2022 en un encuentro amistoso contra Chile que finalizó con un resultado de empate a cero.

### Participaciones en Eurocopas
| Copa          | Sede     | Resultado        | Partidos | Goles |
| ------------- | -------- | ---------------- | -------- | ----- |
| Eurocopa 2024 | Alemania | Octavos de final | 2        | 0     |

## Clubes
| Club            | País   | Año   | Partidos | Goles |
| --------------- | ------ | ----- | -------- | ----- |
| Cagliari Calcio | Italia | 2021- | 86       | 1     |